# Vỡ tử cung

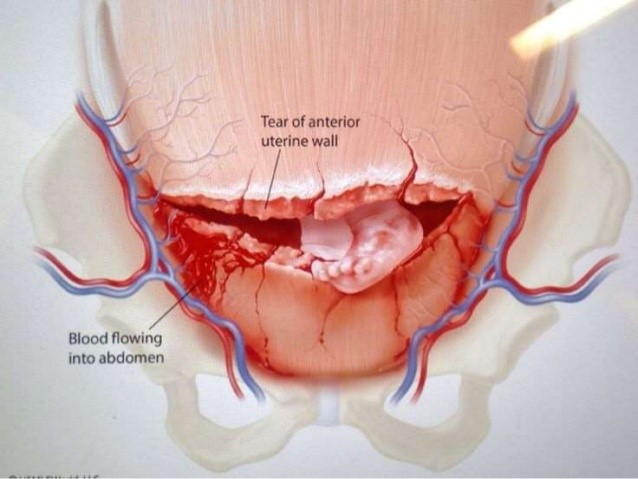

Vỡ tử cung là khi thành cơ của tử cung bị rách khi mang thai hoặc sinh con. Các triệu chứng trong khi kinh điển bao gồm đau tăng, chảy máu âm đạo hoặc thay đổi các cơn co thắt không phải lúc nào cũng có mặt. Người mẹ hoặc em bé có thể bị khuyết tật hoặc chết.
Các yếu tố nguy cơ bao gồm sinh cửa âm đạo sau khi sinh mổ (VBAC), sẹo tử cung khác, chuyển dạ bị tắc nghẽn, khởi phát chuyển dạ, chấn thương và sử dụng cocaine. Mặc dù thường vỡ trong khi chuyển dạ, đôi khi nó có thể xảy ra sớm hơn trong thai kỳ. Chẩn đoán có thể bị nghi ngờ dựa trên việc giảm nhanh nhịp tim của trẻ sơ sinh khi chuyển dạ. Rạn tử cung là một tình trạng ít nghiêm trọng hơn, trong đó chỉ có sự nứt ra chưa đầy đủ của các vết sẹo cũ.
Điều trị bao gồm việc phẫu thuật nhanh chóng để kiểm soát chảy máu và sinh em bé. Phẫu thuật cắt tử cung có thể được yêu cầu để kiểm soát chảy máu. Truyền máu có thể được đưa ra để thay thế mất máu. Phụ nữ đã bị vỡ tử cung trước đó thường được khuyến nghị mổ lấy thai trong các lần mang thai tiếp theo.
Tỷ lệ vỡ tử cung trong khi sinh âm đạo sau một lần mổ lấy thai trước đó, được thực hiện bằng kỹ thuật điển hình, được ước tính là 0,9%. Tỷ lệ cao hơn trong số những người đã có nhiều phần C trước đó hoặc một loại phần C không điển hình. Ở những người bị sẹo tử cung, nguy cơ khi sinh âm đạo là khoảng 1 trên 12.000. Nguy cơ tử vong của em bé là khoảng 6%. Những người ở các nước đang phát triển dường như bị ảnh hưởng thường xuyên hơn và có kết quả tồi tệ hơn.